# Stazione di Arcone
La stazione di Arcone è una fermata ferroviaria situata nel territorio comunale di Sassari, lungo la linea tra la città turritana e Alghero.

## Storia

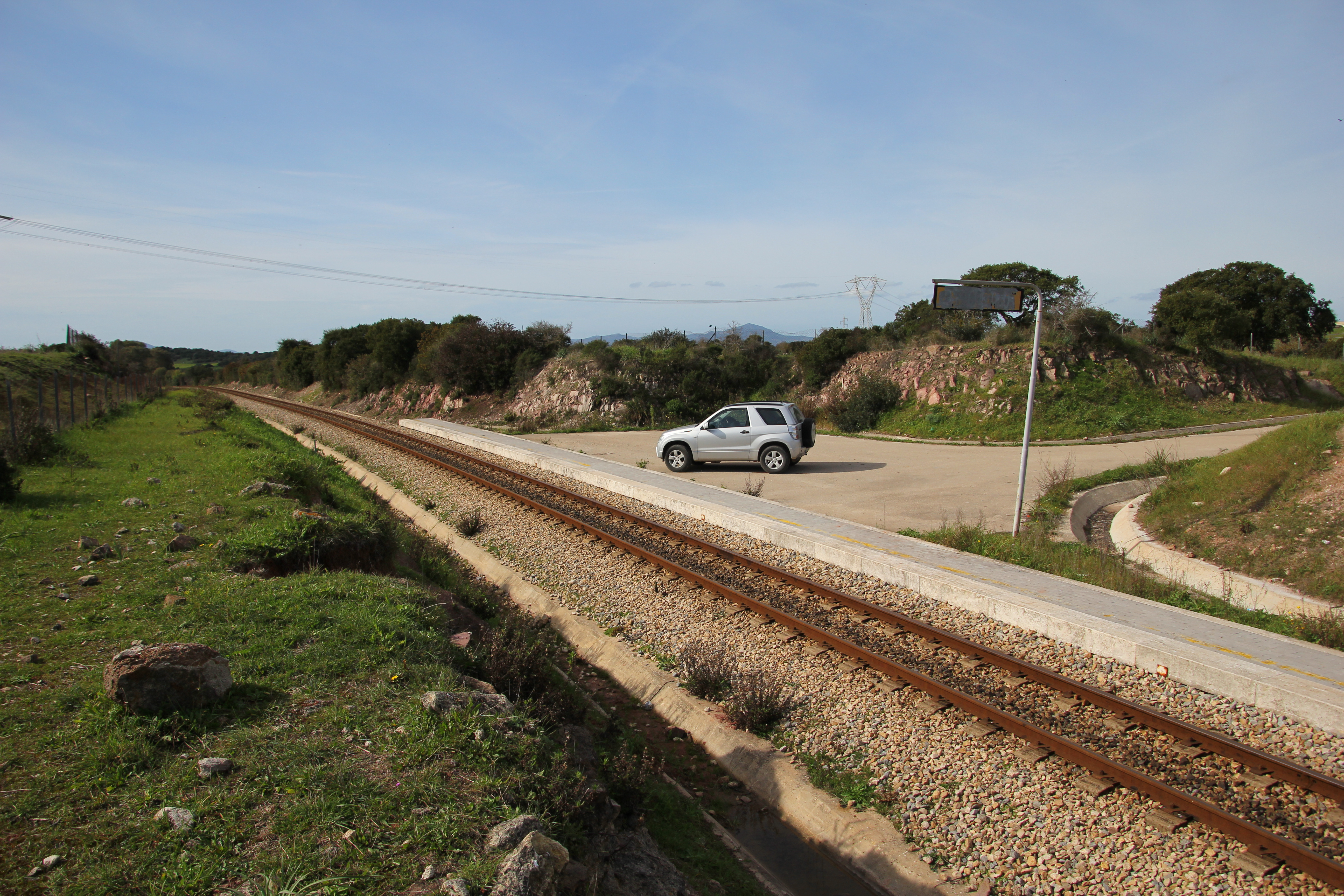
La fermata venne realizzata nei pressi di una casa cantoniera, poi isolata da una variante avente estremo nell'impianto

La storia di questo impianto ha origine subito dopo la seconda guerra mondiale, periodo in cui le Strade Ferrate Sarde decisero di realizzare una fermata a sud ovest di Sassari nei pressi della casa cantoniera numero 9 della ferrovia per Alghero, in una zona di aperta campagna dove si trovavano alcune tenute agricole. La fermata di Arcone, originariamente dotata di una garitta, risultava attiva nella prima metà degli anni cinquanta e passò dalla gestione SFS a quella delle Ferrovie della Sardegna nel 1989.
A metà del decennio successivo la ferrovia fu sottoposta a lavori di rettifica di parte del tracciato, ed in particolare una variante modificò il tracciato di accesso all'impianto da nord. Nel 2010 lo scalo passò alla gestione dell'ARST, e sempre in quell'anno la fermata fu sottoposta a interventi di ristrutturazione e di sostituzione dell'armamento.

## Strutture e impianti

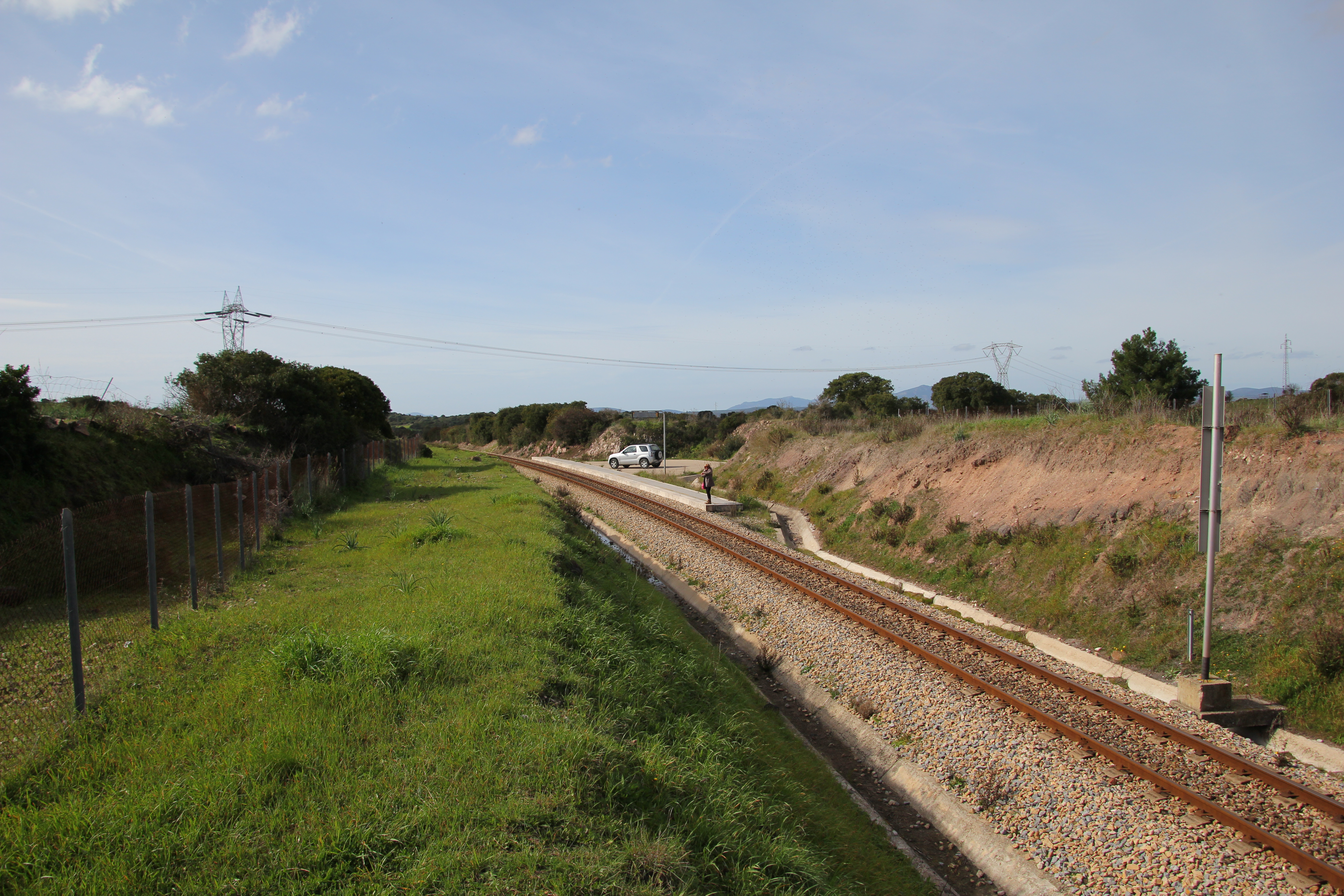
Vista d'insieme dell'impianto, composto dal binario di corsa con relativa banchina

L'impianto è configurato come fermata passante in linea ed è dotata del solo binario di corsa, avente scartamento di 950 mm. Adiacente ad esso sul lato nord si trova una banchina per l'accesso ai treni, l'unico manufatto presente nello scalo.

## Movimento
La fermata è servita dai treni dell'ARST in transito lungo la Sassari-Alghero, che consentono il collegamento con le due città e con Olmedo.